# Listă de regizori egipteni
Aceasta este o listă de regizori egipteni.

Cuprins: Început - 0–9 A B C D E F G H I J K L M N O P Q R S T U V W X Y Z

## A
- Fatin Abdel Wahab (1913 – 1972)

## B
- Henry Barakat (1914 – 1997)
- Khairy Beshara (n.1947

## C

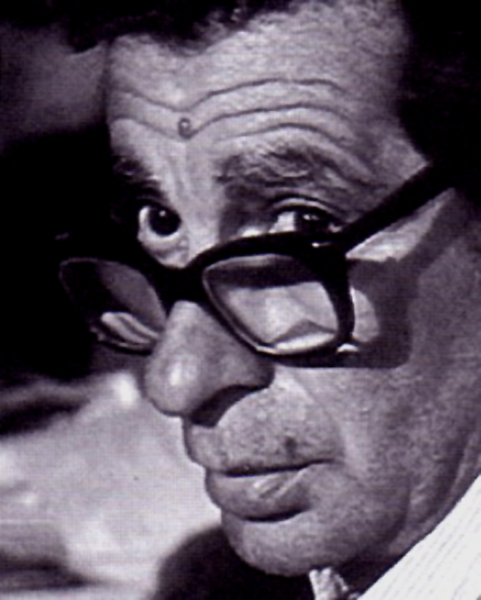
Youssef Chahine

- Youssef Chahine (1926 – 2008)

## K
- Mohammed Karim (1896 – 1972)

## M
- Gamal Madkoor

## S
- Salah Abou Seif (1915 – 1996)

## W
- Youssef Wahby (1898 – 1982)

## Z
- Ezzel Dine Zulficar
- Mahmoud Zulfikar (1914 – 1970)